# Glenn Springs
Glenn Springs es un área no incorporada ubicada del condado de Spartanburg en el estado estadounidense de Carolina del Sur. 
Las aguas curativas de las Termas de Glenn eran conocidas en todo el país por más de cien años. Se dijo que las aguas que curan casi cualquier enfermedad. Incluso se dice que los indios llegaron a los muelles por sus poderes curativos. En el siglo XVIII, la tierra alrededor de los manantiales se concedió a un Henry Storey por el rey. Incluso George Washington se dice que se detuvo allí para tratar las aguas en un viaje a Georgia.
En 1825, John Glenn B. compró la tierra y abrió una posada. Los Springs tomaron su nombre del Sr. Glenn. Su posada era tan popular que en 1835 se vendió acciones para ayudar a construir un gran hotel en la tierra. El hotel era conocido por su elegancia y confort, así como sus aguas. Pequeñas cabañas y una planta embotelladora. También se construyeron alrededor de la posada. Las botellas de agua se mantuvieron incluso en las habitaciones, manto de muchos congresistas hasta la década de 1940 cuando el hotel se quemó. Desafortunadamente, nunca fue reconstruido. En un momento cerca del final del siglo, hubo incluso un ferrocarril que se llevó a los clientes a partir de Roebuck, entonces llamados Becka, a la posada.